# کروشویتسا (راشکا)
کروشویتسا (به صربی: Kruševica) یک منطقهٔ مسکونی در صربستان است که در Raška واقع شده‌است. کروشویتسا ۱۵۰ نفر جمعیت دارد.